# Ilfeld (Nuovo Messico)
Ilfeld è una comunità non incorporata degli Stati Uniti d'America della contea di San Miguel nello Stato del Nuovo Messico. La comunità si trova lungo la strada di facciata della Interstate 25, 22,5 miglia (36,2 km) a sud-ovest di Las Vegas (Nuovo Messico). Ilfeld ha un ufficio postale con ZIP code 87538.